# Wilhelm Carpelan (skolfartyg, 2007)
Wilhelm Carpelan är ett skolfartyg i den finländska marinen. Fartyget är det andra av Fabian Wrede-klassen och döptes och överläts till flottan i Nystad den 14 juni 2007.
Sjökrigsskolan använder fartyget för skolning av skärgårds- och kustsjömanskap. De som tränas på fartyget är huvudsakligen flottans kadetter och reservofficerare.
Fartyget döptes av dess gudmor, hustrun till Sjökrigsskolans förre chef, fru Margareta Rasku. Fartyget hade byggts av Uudenkaupungin Työvene Oy.
De nya fartygen ska ersätta de gamla Heikki -båtarna som nu är 40 år gamla. Enhetspriset är 1,3 miljoner euro.

## Namnet
Fartyget är döpt efter en generallöjtnanten, sedermera friherre Wilhelm Carpelan.
Även ett tidigare skepp, förbindelsefartyget Wilhelm Carpelan, bar detta namn.

## Fartyg av klassen
- Fabian Wrede
- Wilhelm Carpelan
- Axel von Fersen